# Heptacodium miconioides
Heptacodium miconioides er en mellemstor busk i Gedeblad-familien med en kegleformet vækst. Hovedgrenene er oprette, mens sidegrenene er overhængende. 

## Beskrivelse
Knopperne er modsatte, spidse og lysegrønne. Bladene er ægformede med hel rand og tre dybtliggende hovedribber. Oversiden er blank og mørkegrøn, mens undersiden er lyst grågrøn. 
Blomstringen sker i september fra spidsen af etårsskuddene. Blomsterne er samlet i små stande af hvide, fint duftende enkeltblomster. Når blomsterne falder af, bliver de mørkerøde bægerblade siddende. Frugterne modner – så vidt vides – ikke her i landet.
Højde x bredde og årlig tilvækst: 6 × 2 m (25 × 10 cm/år).

## Hjemsted
De planter, der kan ses i Amerika og Vesteuropa stammer fra frø, der blev samlet under en botanisk ekspedition til Kina i 1980. Man høstede fra en dyrket plante, og artens præcise, geografiske  eller økologiske hjemsted er ikke kendt. 
Arten er sjælden og anses for at være udryddelsestruet i sit hjemsted, som er det centrale og vestlige Kina. På nydannede øer i den opstemmede sø, Quiandao, ved Xin’anjiang vandkraftværket i Zhejiang-provinsen, Kina, findes den i små skove, domineret af Pinus massoniana og Castanopsis sclerophylla (i Bøge-familien)

## Anvendelse
Erfaringerne viser, at Heptacodium miconioides skal have fugtig, men veldrænet jord. Den tåler ikke langvarig tørke, og blæst vil ødelægge de smukke blade. 
Planten formodes derfor at være en smule sart, men eksemplaret i Århus Botaniske Have stortrives efter adskillige år, så planten har muligvis blot lidt etableringsbesvær, når den plantes i Danmark.

## Note
1. ↑  tiantong.ecnu.edu.cn: Zhang Xin, Xu Gaofu, Shen Dongwei, Gu Yongjie, Gao Hui, Luo Xiaohua og Chen Xiaoyong: Maintenance and natural regeneration of Castanopsis sclerophylla populations on islands of Qiandao Lake Region, China (engelsk)